# 康村諒
康村 諒（やすむら りょう、1956年2月17日 - ）は、日本のアニメーション監督、プロデューサー。岐阜県岐阜市出身。
日本映画監督協会会員。ペンネームに沙賀諒。

## 概要
放送大学大学院文化科学研究科修士課程修了。タイガープロダクション、スタジオコクピット、パシフィック・アニメーション・コーポレーション（PAC）、ウォルト・ディズニー・アニメーション・ジャパン（シリーズ・コントローラー）などを経て、2012年より株式会社セブン・アークス・ピクチャーズ代表取締役社長。2019年3月同社退任。2018年4月帝京大学文学部日本文化学科准教授、2023年3月退職。同学非常勤講師。
テレビシリーズ（日本）監督に『魔境伝説アクロバンチ』『燃えろ!トップストライカー』『風の中の少女、金髪のジェニー』、（海外）『Thundercats』『The Comic Strip』。OVA監督に『源氏』『FIGHT!』『マリンとヤマト 不思議な日曜日』など。制作プロデューサーに『マスターモスキートン99』『いのち輝く灯』など。シナリオ作品に『機甲創世記モスピーダ』『風の中の少女、金髪のジェニー』『源氏』『FIGHT!』『黒の断章』『夜勤病棟』『スーパーアドベンチャー・ロックマン』など。

## 作品リスト

### 康村正一 名義

#### テレビアニメ
1976年
- 大空魔竜ガイキング（演助進行）

1977年
- 一休さん（演助進行）
- UFOロボ グレンダイザー（演助進行）
- 超人戦隊バラタック（演助進行）
- 惑星ロボ ダンガードA（演助進行）
- ジェッターマルス（演助進行）

1978年
- 銀河鉄道999（演助進行）
- SF西遊記スタージンガー（演助進行）

1979年
- 海底超特急マリンエクスプレス（演出助手）
- ドラえもん（演出）
- まんが猿飛佐助（演出）
- 闘士ゴーディアン（演出）

1980年
- 釣りキチ三平（絵コンテ）
- ムーの白鯨（絵コンテ）
- 伝説巨神イデオン（絵コンテ）

1981年
- 若草の四姉妹（演出）
- カバ園長の動物園日記（演出助手）
- アニメ親子劇場（演出）
- ハニーハニーのすてきな冒険（演出）
- めちゃっこドタコン（演出）
- 銀河旋風ブライガー（演出）

1982年
- 戦闘メカ ザブングル（絵コンテ）
- 魔境伝説アクロバンチ（チーフディレクター）
- 超時空要塞マクロス（演出）

1983年
- 装甲騎兵ボトムズ（演出）
- 銀河漂流バイファム（演出）
- 機甲創世記モスピーダ（脚本・演出）

1984年
- 超時空騎団サザンクロス（絵コンテ）
- 機甲界ガリアン（演出）

#### 劇場アニメ
1978年
- 一休さんとやんちゃ姫（演出助手）

1981年
- 世界名作童話 白鳥の湖（製作進行）

### 康村諒 名義

#### テレビアニメ
1990年
- ピグマリオ（演出）

1991年
- ちびまる子ちゃん（絵コンテ）
- 燃えろ!トップストライカー（監督）

1992年
- 風の中の少女 金髪のジェニー（脚本・監督）

1994年
- ヤマトタケル（シナリオ）

1996年
- B'T-X（演出）
- セイバーマリオネットJ（演出）
- 名探偵コナン（絵コンテ）

1997年
- マスターモスキートン'99（制作プロデューサー）

1998年
- こちら葛飾区亀有公園前派出所（演出）

2002年
- NARUTO -ナルト-（絵コンテ）
- ハングリーハート　WILD STRIKER（絵コンテ）

2003年
- ふたつのスピカ（絵コンテ）
- HAPPY☆LESSON ADVANCE（演出）

2005年
- Xenosaga ゼノサーガ THE ANIMATION（演出）
- ガイキング LEGEND OF DAIKU-MARYU（絵コンテ）

2006年
- ガラスの艦隊（絵コンテ）
- つよきす Cool×Sweet（演出）
- 恋する天使アンジェリーク 心〜のめざめる時〜（絵コンテ）
- すもももももも 地上最強のヨメ（演出）
- 陰からマモル!（絵コンテ）
- はぴねす!（演出）

2007年
- ひぐらしのなく頃に解（絵コンテ）
- 優しさと感動のこだま（絵コンテ）
- 爆丸バトルブローラーズ（演出）

2008年
- 遊☆戯☆王5D's（演出）
- イタズラなKiss（演出）

2013年
- ムシブギョー（チーフプロデューサー）

2014年
- トリニティセブン（プロデューサー）

2016年
- アイドルメモリーズ（制作統括）
- ViVid Strike!（スーパーバイザー）
- リルリルフェアリル〜魔法の鏡〜（演出）

2018年
- バジリスク〜桜花忍法帖〜（制作統括）
- されど罪人は竜と踊る（プロデューサー）

2022年
- 後宮の烏（演出）

2024年
- 30歳まで童貞だと魔法使いになれるらしい（絵コンテ・演出）
- ひとりぼっちの異世界攻略（演出）

2025年
- 戦隊レッド 異世界で冒険者になる（演出）
- どうせ、恋してしまうんだ。（監督補佐）

#### 海外アニメ
1985年
- Thundercats（演出・監督）

1987年
- The Comic Strip（総監督）
- The Comic Strip - Street Frogs（監督）

#### 劇場アニメ
1999年
- いのち輝く灯（アニメーションプロデューサー）

2002年
- シックス・エンジェルズ（総演出）

2009年
- 宇宙戦艦ヤマト 復活篇（設定・2DCG担当演出）

2016年
- 銀河機功隊マジェスティックプリンス劇場版（アニメーション制作統括）

2017年
- 劇場版 トリニティセブン -悠久図書館と錬金術少女-（チーフプロデューサー）
- 魔法少女リリカルなのは Reflection（制作統括）

2018年
- 魔法少女リリカルなのはDetonation（制作統括）

2019年
- 劇場版 トリニティセブン -天空図書館と真紅の魔王-（チーフプロデューサー）

#### OVA
1992年
- 源氏（脚本・監督）

1993年
- FIGHT!（脚本・監督）

1995年
- YAMATO2520（演出）

1998年
- サクラ大戦 桜華絢爛（第四幕、アニメーション制作担当）

1999年
- タイムレンジャー セザールボーイの冒険 ローマ帝国編（原作・脚本・監督）

2000年
- 夜勤病棟（脚本）
- 真・瑠璃色の雪（脚本）

2001年
- マリンとヤマト 不思議な日曜日（プロデューサー・監督）

#### その他
1998年
- ミサの魔法物語（PSゲーム、アニメーション監督）

2016年
- 佐賀県を巡るアニメーション　有田編「約束の器　有田の初恋」（制作統括）
- 佐賀県を巡るアニメーション　武雄編「冬の誓い　夏の祭り　武雄の大楠」（制作統括）

### 著書
- 『アニメ　ヤマトタケル』（ポプラ社、1994年5月、児童小説[注 2]）
- 『アニメーション文化論 映像の起源から現代日本のアニメ』（森話社、2022年3月、学術書）

## 参考資料
- 『ANIME BIBLE 2002』（2002年8月1日学習研究社）107頁。